# Paul Pierce
Paul Anthony Pierce (Oakland, Kalifornia), 1977. október 13. –) becenevén The Truth, a Boston Celtics profi kosárlabdázója az NBA-ben. Az első Firs Team All-America díját gyerekkorában kapta meg Kansasben. Miután a Celtics 10.-ként választotta csapatába 1998-ban, minden évben a kezdő ötös tagja volt. Hatszoros All-Star válogatott és a Bostont a Keleti Főcsoport Döntőjébe vezette a 2002-es és a 2008-as bajnokságban. 2008-ban NBA Finals MVPvé választották az NBA Finalsben (döntő).

## Középiskolai évei
Pierce, aki Inglewoodban, Los Angeles elővárosában nőtt föl, az Inglewoodi Középiskola leghíresebb diákja volt, fiatal korától kosárlabdázik. Kihagyták az egyetemi csapatból az első és második egyetemi évében, és gondolkozott az átjelentkezésről is másik iskolába, de végül is úgy döntött, hogy keményebben fog dolgozni és megpróbál továbbra is a Kansas csapatát. Részt vett az 1999-es McDonald’s All-America játékokon oldalán későbbi NBA sztárokkal, Kevin Garnett-tel, Stephon Marburyvel, Vince Carterrel és Antawn Jamisonnal. Versenyzője volt az esemény zsákolóversenyének, amit Carter nyert.

## Egyetemi évei
Pierce 16,4-es dobott pont- és 6,3-es lepattanóátlagot ért el meccsenként a három, a Kansasi Egyetemen eltöltött éve alatt, ahol bűncselekménnyel kapcsolatos tanulmányokat folytatott, elnyerte az MVP-címet a Nagy 12 Főcsoport Versenysorozaton 1997-ben és 1998-ban. Jó testi adottsága és fizikai erőben volt a small forward pozícióhoz gyorsaságával és jó képességével kisebb ellenfeleinek feltartóztatására. Kansasben a Hall of Fame tagja, Roy Williams volt az edzője. Ifjúsági évei után bekerült az NBA Draftbe és 10. választottként az első körben szerződött 1998-ban a Boston Celticsbe

## Az NBA-ben

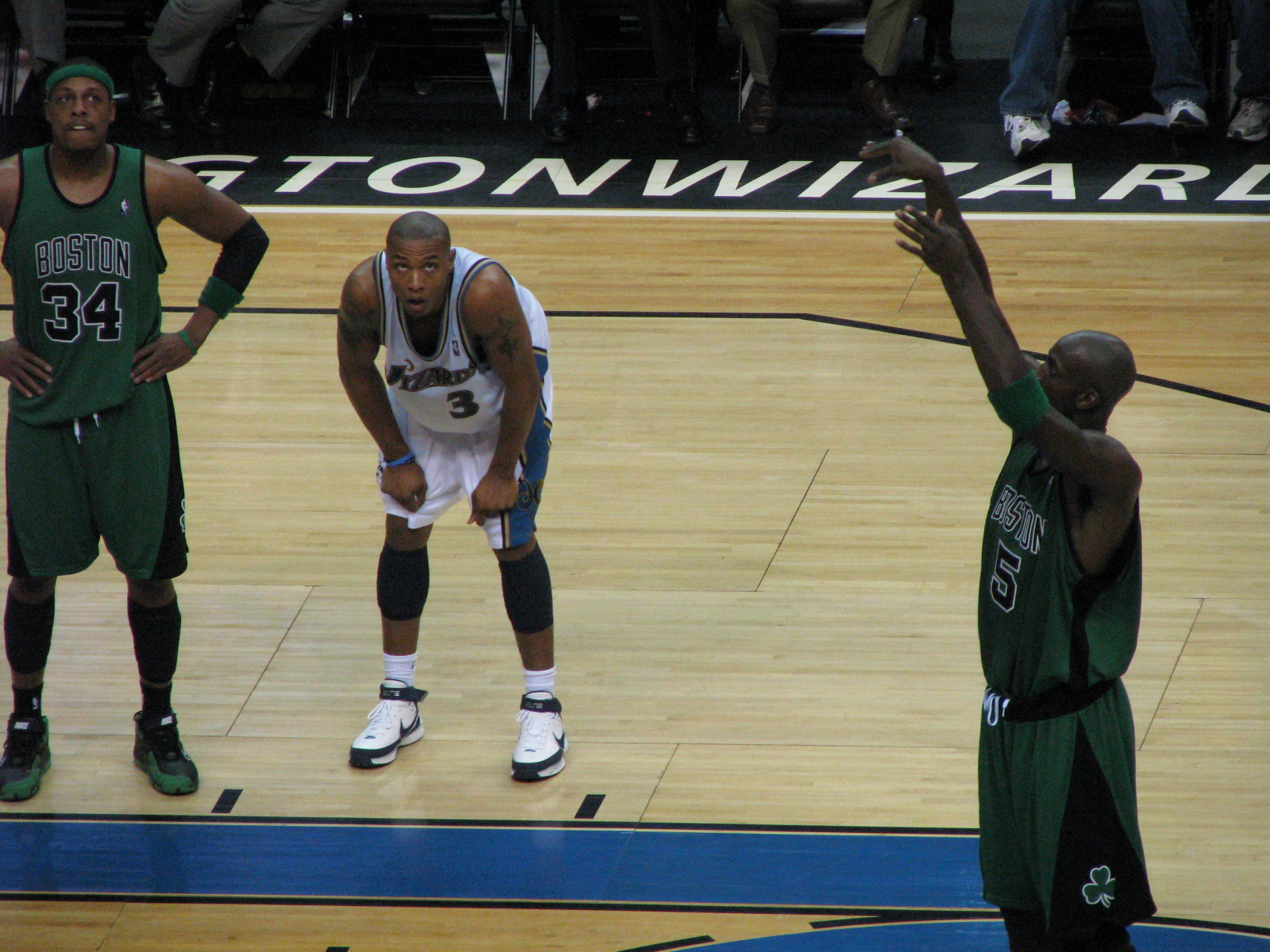
Pierce a büntetőzóna mellett Garnett dobásakor

Az NBA debütálását követően Pierce pontszerző, lepattanózó, védekező tehetsége vezetett profi játékosként való feltűnéséhez a Keleti főcsoportban. Hét év után először, 2002-ben Antonie Walkerrel az oldalán Pierce a playoffsba vezette a Celticst a Keleti főcsoportban. A történelmi 3. meccsen az utolsó játékrészben csapatával véghez vitte az NBA playoffs történetének legnagyobb fordítását. Pierce 28 pontjából 19-et a negyedik negyedben szerzett, és ezzel a Celtics 21 pontos hátrányból aratott győzelmet a New Jersey Nets fölött.
Pierce 23.2-es pontdobó átlagot ért el meccsenként 9 éves NBA karrierje és hatszoros NBA All-Star válogatottsága során.
Átigazolási rémhírek keringtek, amik Paul Pierce-ről is szóltak, miután 2003 májusában Danny Ainge visszatért, mint a Boston Celtics játékosok szerződtetésének vezető igazgatója. Ainge elcsendesítette ezeket a rémhíreket azzal, hogy 2006-os évadon kívül további három évre szerződtette Pierce-t egy 59 millió $-os szerződéssel.
Pierce legjobb játékait a legjobb egy-egyező játékosok ellen nyújtja, úgy, mint LeBron James, Tracy McGrady és Kobe Bryant. Például Pierce legtöbb pontját karrierje során a Cleveland Cavaliers elleni 2006. február 15-ei mérkőzésen dobta, ez 50 pont volt. A meccs után James azt gondolta, Pierce a legjobb a small forwardok között a Keleti főcsoportban.
A 2005-06-os szezonban Pierce elérte a legmagasabb pont/dobás átlagot (a legtöbb 30 pont között) a ligában, jelezve azt, hogy ő egy eredményes és kiegyensúlyozott játékos. 2006. március 8-án Pierce beállította csapatrekordját 30 pontos meccseivel, 7-én 7 pontot szerzett a hosszabbításban, hogy legyőzze a Washington Wizardst.

### A 2007–08-as szezon

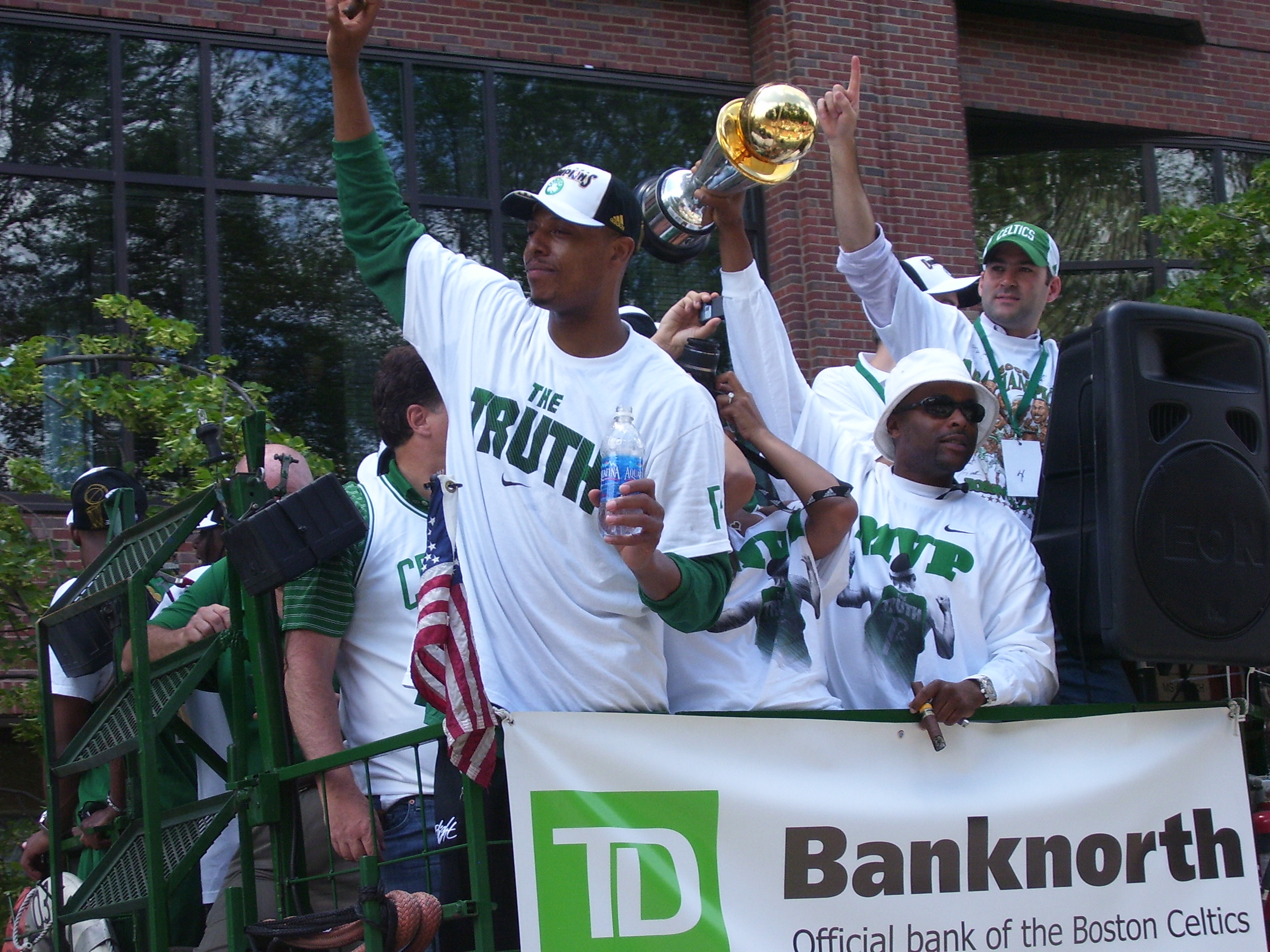
Pierce a Boston Celtics 2008-as bajnoki ünnepen

A 2007–08-as szezont megelőzőleg Pierce nagy örült a Celtics új játékosainak (Pierce korábbi All-Star csapattársainak), Ray Allen és Kevin Garnett megszerzésének és az esélynek, hogy megszerezzék a bajnoki címet. Lefogyott 235 fontra (106,5 kg) és elhatározta, hogy több figyelmet szentel a védekező játékának. Pierce a 2008-as NBA Playoffsban büntetőket dobott az Atlanta Hawks ellen. Pierce, aki 10 éve a Celticsnél játszik, ugyanúgy, mint Zydrunas Ilgauskas, a Cleveland Cavaliersből és Dirk Nowitzki, a Dallas Mavericksből a negyedik helyen állnak az aktív játékosok között, akik az egész karrierjüket egy csapatnál töltötték. Pierce volt az első Celtic Larry Bird óta, aki elérte a 2000 pontot egy szezonon belül.
2008. április 28-án Pierce egy 25 000 dolláros büntetést kapott az NBA-től egy állítólagos fenyegető gesztikuláció miatt, mert a földre esett, és Al Harfold kigúnyolta az a 2008-as Playoffs első fordulójának az Atlanta Hawks elleni 2008. április 26-ai meccsén. Források azt állították, hogy ez a gesztikuláció egy bandákkal összefüggésbe hozható kézjel volt, de Danny Ainge, a Celtics fő menedzsere kijelentette, hogy Pierce már akkor mutatta ezt a jelet, mielőtt összefüggésbe hozták volna egy bandával, mivel a csapaton belül használták. Pierce visszautasította ezt, hozzátéve, hogy alapítványa elkötelezett a fiatalok bandáktól való távoltartását illetően.
2008. május 18-án Pierce beállította a második csapatrekordot a legtöbb dobott pont kategóriában egy meccs alatt (41 pontot szerzett a 7. meccsen a Cleveland Cavaliers ellen, ezzel a Celtics a Keleti főcsoport Döntőjébe került). 2008. június 5-én, a 2008-as NBA Döntő 1. meccsén, melyet a Los Angeles Lakers ellen játszottak, a harmadik negyedben Pierce megsérült és állandósult fájdalmai miatt kispadra kényszerült. Azonban néhány perccel később visszatért és további 15 pontjával járult hozzá a Celtics 98-88-as győzelméhez. Az NBA-döntők MVPjévé választották a Celtics Lakers felett aratott 131-92 győzelme után 2008. június 17-én, a 6. meccsen.

## Megkéselése
2000. szeptember 25-én Pierce-t 11-szer szúrták meg az arcán, a nyakán és a hátán, mikor a Buzz Clubban, egy éjszakai bárban töltötte idejét, Bostonban. Átesett egy tüdőműtéten, ennek ellenére Pierce volt az egyetlen Celtics játékos, aki mind a 82 meccsen pályára állt a 2000–01-es szezonban.

## Válogatottsága
Pierce az Egyesült Államok csapatának tagja volt a 2002-es FIBA Világbajnokság mind a 9 meccsén, 19,8%-os átlaggal. Pierce-t a 2006-os FIBA Világbajnokságra is beválasztották az Egyesült Államok válogatottjába, de nem szerepelt egyetlen meccsen sem egy korábbi, kisebb sérülése miatt.

## Magánélete
- Jelenleg Massachusetts államban, Lincolnban él.
- Számos videójátékban szerepel. Az NBA Ballers nevű játékban Pierce egy túrára viszi egy helikopterben a nézőt szülővárosába, Inglewoodba Los Angelesből.
- Féltestvére, Jay Hosey Wyomingban kosárlabdázott, másik féltestvére Steve Hosey a San Francisco Giantsben
- Pierce egy The Truth Fund nevű alapítvány tulajdonosa, mely olyan gyerekeket lát el, akik a Bostonban és Kalifornia városaiban élnek
- Becenevét, a The Truth-t Shaquille O’Nealtől kapta. A Lakers Celtics felett aratott 2001-es győzelme után O’Neal elkapott egy bostoni riportert és rábökött a jegyzetfüzetére: „Írd ezt le!” – mondta O’Neal. „Az én nevem Shaquille O’Neal és Paul Pierce valóban K××va jó. Idézz engem és mindent írj le! Tudtam, hogy tud játszani, de azt nem, hogy ennyire… Paul Pierce Az Igazi (The Truth).”
- A 2007–08-as edzőtáborban leborotválta a fejét a másik négy kezdőjátékossal, Perkinsszel, Garnettel, Allennel és Rajon Rondóval.
- Szerepelt a Gyerekjáték című filmben.
- Szerepelt a 504 Boyz videóklipjében, a Tight Whips-ben
- 2008. április 4-én Bostonban menyasszonya, Julie Landrum világra hozta lányukat, Prianna Lee-t.

## Legfontosabb eredményei

### Egyetem
- Az Associated Press beválogatta All-Amerika Első csapatába az egyetemi ifi éve alatt
- 1995-96-ban megkapta „Az Év Nyolc Nagy Elsőévese” címet
- 1997-ben és 1998-ban A Nagy 12 Főcsoport Versenysorozat MVP-je

### NBA
- NBA-bajnok: 2008
- NBA-döntő MVP: 2008
- Háromszoros ALL-NBA Harmadik Csapat tag: 2002, 2003, 2004
- Hatszoros NBA All-Star válogatott: 2002, 2003, 2004, 2005, 2006, 2008
- NBA All-Újonc Első Csapat tag: 1999
- NBA szezon rekordtartó, összes pont: 2002-ben (2144)
- NBA szezon rekordtartó, sikeres büntetődobás: 2003-ban (604)

### NBA-rekordjai
- A legtöbb egymást követő sikeres büntetődobás, playoff: 21 (1. meccs, 2003 Keleti főcsoport Első Forduló)
- A legtöbb sikeres büntetődobás egy negyedben, NBA döntő:10 (5. meccs, 2008 Döntő)

### Boston Celtics csapatrekordjai
- 12 egymást követő meccsen dobott 30 pont felett
- A TD Banknorth Gardenben dobott legtöbb pontja: 50 (2006. február 15.: a Cleveland Cavaliers ellen)
- Legtöbb dobott pontja egy félidőben: 46 (2001. december 1. 2. félidő: a New Jersey Nets ellen)
- Legtöbb dobott pontja hosszabbításban: 13 (2001. december 1. a New Jersey Nets ellen)
- Legtöbb dobott hárompontosa, karrier: 989 (1998-máig)
- Legtöbb hárompontos próbálkozása, karrier: 2769 (1998-máig)
- Legtöbb dobott büntetője egy meccsen: 20 (2002. november 2.: a New York Knigks ellen)
- Legtöbb büntető próbálkozása egy meccsen: 24 (2005. november 5.: a New York Knigks ellen)
- Legtöbb dobott büntetője egy félidőben: 14 (2001. március 2.: a Utah Jazz ellen)
- Legtöbb dobott büntetője egy szezonban: 612 (2005-2006, megdöntve korábbi rekordját, 604-et, amit 2002-2003-ban állított föl)
- Legtöbb büntető próbálkozása egy szezonban: 812 (2005-2006, megdöntve korábbi rekordját, 753-at, amit 2002-2003-ban állított föl)
- Legtöbb labdaszerzése egy meccsen: 9 (Larry Bird-del egyenlő; 1999. december 3.: a Miami Heat ellen)
- Legtöbb egymás után dobott büntetője, playoffban: 21 (1. meccs, 2003. Keleti Főcsoport első forduló)
- Legtöbb dobott pontja egy félidőben, playoffban: 32 (4. meccs, 2003. Keleti Főcsoport első forduló: az Indiana Pacers ellen)
- Legmagasabb dobóátlag egy hónapon át: 33,5% (2006. február)
- Csak Celtics játékos, aki a legtöbb pontot szerezte az NBAben egy szezon alatt, 2144 pontot szerezve (2001-2002-ben)
- A Celticsben játszva 2071 pontot szerzett 2000-2001-ben
- Karrier dobóátlag: 23,6

### Más eredményei
- Az Egyesült Államok válogatottjának tagja a 2002-es FIBA világbajnokságon
- Tagja a 2006-os amerikai világbajnok csapatnak (nem játszott könyöksérülése miatt)